# Jan Okkinga

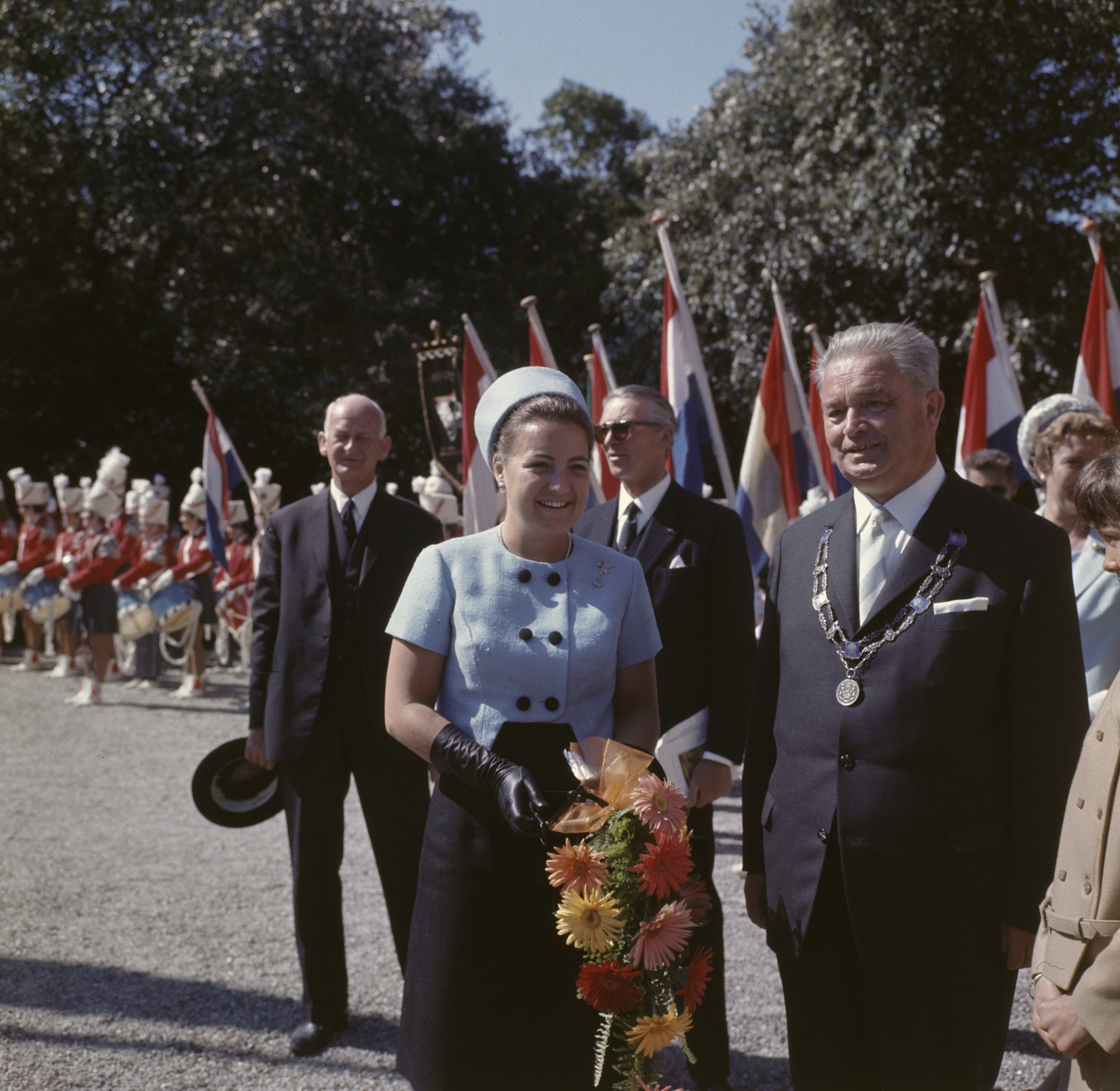
Prinses Margriet met burgemeester J. Okkinga (1966)

Jan Okkinga (Wijnaldum, 13 februari 1904 – Franeker, 27 maart 1977) was een Nederlands politicus van de PvdA.
Jan Okkinga werd geboren als zoon van Jan Okkinga (1878-1967; landarbeider) en Maaike de Jong (1878-1934). Hij studeerde aan de Rijkskweekschool in Drachten en ging in 1922 in Wijnjeterp werken als onderwijzer. Later was hij schoolhoofd in Sint Annaparochie, Baard en Berlikum. Bij de Provinciale Statenverkiezingen van mei 1946 werd hij verkozen en vrijwel meteen lid van de Gedeputeerde Staten van Friesland. In 1955 gaf hij die functie op om burgemeester van Terschelling te worden. Een half jaar voor Okkinga met pensioen zou gaan ging hij met ziekteverlof waarop Terschelling tijdelijk een derde wethouder kreeg om de locoburgemeester te ontlasten. Nadat hij in maart 1969 met pensioen was gegaan bleef hij nog jaren op Terschelling wonen voordat hij in 1976 naar Franeker verhuisde. Hij werd gedecoreerd tot ridder in de Orde van Oranje-Nassau. Okkinga overleed in 1977 op 73-jarige leeftijd.